# Zákon o okresních úřadech (2000)
Zákon o okresních úřadech byl přijat Parlamentem České republiky  dne 16. května 2000. Ve Sbírce zákonů byl vyhlášen pod číslem 147/2000 Sb. a nabyl účinnosti 12. listopadu 2000. Tento zákon upravoval postavení a působnost okresních úřadů. Tímto zákonem byla ode dne 1. ledna 2001 ukončena činnosti okresních shromáždění. Tento zákon nahradil předchozí zákon České národní rady o okresních úřadech, úpravě jejich působnosti a o některých dalších opatřeních s tím souvisejících jako legislativní akt správní reformy. 
Platnost tohoto zákona skončila 1. ledna 2003, přičemž okresní úřady byli zrušeny zákonem č. 320/2002 Sb.